# The House Built Upon Sand
The House Built Upon Sand é um filme mudo do gênero drama produzido nos Estados Unidos e lançado em 1916. É considerado filme perdido.